# Kurskaja (stacja metra na linii Kolcewaja)
Kurskaja (ros. Курская) – stacja metra w Moskwie, na linii Kolcewej. Nazwa pochodzi od Dworca Kurskiego. Stacja została otwarta 1 stycznia 1950.